# Saison 2022 de l'équipe cycliste Groupama-FDJ
La saison 2022 de l'équipe cycliste Groupama-FDJ est la vingt-sixième de cette équipe.

## Coureurs et encadrement technique

### Effectif
| Coureur               | Date de Nais.     | Nationalité | Équipe en 2021      | Vict. | Cont. | Maillot dist.      |
| --------------------- | ----------------- | ----------- | ------------------- | ----- | ----- | ------------------ |
| Bruno Armirail        | 11 avril 1994     | France      | Groupama-FDJ        | 1     | 2024  | - Contre-la-montre |
| Lewis Askey           | 4 mai 2001        | Royaume-Uni | Groupama-FDJ Conti. | 0     | 2023  |                    |
| Matteo Badilatti      | 30 juillet 1992   | Suisse      | Groupama-FDJ        | 0     | 2022  |                    |
| Clément Davy          | 10 octobre 1998   | France      | Groupama-FDJ        | 0     | 2025  |                    |
| Arnaud Démare         | 26 août 1991      | France      | Groupama-FDJ        | 7     | 2023  |                    |
| Antoine Duchesne      | 12 septembre 1991 | Canada      | Groupama-FDJ        | 0     | 2022  |                    |
| David Gaudu           | 10 octobre 1996   | France      | Groupama-FDJ        | 2     | 2025  |                    |
| Kevin Geniets         | 9 janvier 1997    | Luxembourg  | Groupama-FDJ        | 0     | 2024  |                    |
| Jacopo Guarnieri      | 14 août 1987      | Italie      | Groupama-FDJ        | 0     | 2022  |                    |
| Ignatas Konovalovas   | 8 décembre 1985   | Lituanie    | Groupama-FDJ        | 0     | 2023  |                    |
| Stefan Küng           | 16 novembre 1993  | Suisse      | Groupama-FDJ        | 3     | 2025  |                    |
| Matthieu Ladagnous    | 12 décembre 1984  | France      | Groupama-FDJ        | 0     | 2023  |                    |
| Olivier Le Gac        | 27 août 1993      | France      | Groupama-FDJ        | 0     | 2023  |                    |
| Fabian Lienhard       | 3 septembre 1993  | Suisse      | Groupama-FDJ        | 0     | 2024  |                    |
| Tobias Ludvigsson     | 22 février 1991   | Suède       | Groupama-FDJ        | 0     | 2022  |                    |
| Valentin Madouas      | 12 juillet 1996   | France      | Groupama-FDJ        | 3     | 2024  |                    |
| Rudy Molard           | 17 septembre 1989 | France      | Groupama-FDJ        | 0     | 2024  |                    |
| Quentin Pacher        | 6 janvier 1992    | France      | B&B Hotels p/b KTM  | 0     | 2023  |                    |
| Paul Penhoët          | 28 décembre 2001  | France      | Groupama-FDJ Conti. | 0     | 2024  |                    |
| Thibaut Pinot         | 29 mai 1990       | France      | Groupama-FDJ        | 2     | 2023  |                    |
| Sébastien Reichenbach | 28 mai 1989       | Suisse      | Groupama-FDJ        | 0     | 2022  |                    |
| Anthony Roux          | 18 avril 1987     | France      | Groupama-FDJ        | 0     | 2022  |                    |
| Miles Scotson         | 18 janvier 1994   | Australie   | Groupama-FDJ        | 0     | 2023  |                    |
| Ramon Sinkeldam       | 9 février 1989    | Pays-Bas    | Groupama-FDJ        | 0     | 2022  |                    |
| Jake Stewart          | 2 octobre 1999    | Royaume-Uni | Groupama-FDJ        | 1     | 2024  |                    |
| Michael Storer        | 28 février 1997   | Australie   | Team DSM            | 0     | 2023  |                    |
| Attila Valter         | 12 juin 1998      | Hongrie     | Groupama-FDJ        | 1     | 2022  | - Route            |
| Lars van den Berg     | 7 juillet 1998    | Pays-Bas    | Groupama-FDJ        | 0     | 2024  |                    |
| Bram Welten           | 29 mars 1997      | Pays-Bas    | Arkéa-Samsic        | 0     | 2023  |                    |

## Champions nationaux, continentaux et mondiaux
| Date         | Course                                     | Maillot | Coureurs       | Pays    | Lieu        |
| ------------ | ------------------------------------------ | ------- | -------------- | ------- | ----------- |
| 23 juin 2022 | Championnats de France du contre-la-montre |         | Bruno Armirail | France  | Cholet      |
| 24 juin 2022 | Championnats de Hongrie sur route          |         | Attila Valter  | Hongrie | Pannonhalma |